# Marsipiophora christophi
Marsipiophora christophi là một loài bướm đêm trong họ Noctuidae.